# فرعة حرذة

تعديل مصدري - تعديل

فرعة حرذه هي إحدى قرى عزلة سرار بمديرية سرار التابعة لمحافظة أبين، بلغ تعداد سكانها 60 نسمة حسب تعداد اليمن لعام 2004.